# Hescamps
Hescamps – miejscowość i gmina we Francji, w regionie Hauts-de-France, w departamencie Somma.
Według danych na rok 1990 gminę zamieszkiwały 404 osoby, a gęstość zaludnienia wynosiła 12 osób/km² (wśród 2293 gmin Pikardii Hescamps plasuje się na 605. miejscu pod względem liczby ludności, natomiast pod względem powierzchni na miejscu 13.).